# Apeadero de São Frutuoso
El apeadero de São Frutuoso es una estación de ferrocarriles de la línea del Miño, que sirve a la localidad de São Frutuoso, en el ayuntamiento de Maia, en Portugal.

## Historia
Este apeadero se encuentra en el tramo de la línea del Miño entre las estaciones de Campanhã y Nine, que entró en servicio, junto al ramal de Braga, el 21 de mayo de 1875.